# Das ganz große Ding
Das ganz große Ding (Originaltitel: La Baby-Sitter) ist ein französisch-italienisch-deutscher Kriminalfilm über eine Kindesentführung aus dem Jahre 1975. Unter der Regie von René Clément spielen Maria Schneider ein Kindermädchen und Sydne Rome die Kindes-Entführerin.

## Handlung
An einem Morgen in Rom. Die junge Michelle Johnson hat es sehr eilig, sie muss zum Flughafen und nimmt sich ein Taxi. Auf der Wegstrecke läuft ihr eine junge Frau namens Ann Carson vor das Fahrzeug, wird vom Taxi erfasst und in die Luft geschleudert. Blutend bleibt die junge Frau auf der Straße liegen. Ein Mann namens Henderson wird Zeuge dieser Vorkommnisse.
Monate später: Die Filmschauspielerin Ann wird seit diesem Vorfall von Henderson in stiller Verehrung mit Rosen bedacht und auch an ihrem Drehset aufgesucht. Der Rosenkavalier sieht sich als ein Bewunderer ihrer Schönheit und Kunst. Ann, die gerade zu Dreharbeiten in Rom weilt, erweist sich als schwierig, eine erotische Szene in dem mit ihr gedrehten Kostümfilm schmeißt sie. Filmpartner Stuart Chase hat für ihr divenhaftes Verhalten kein Verständnis, doch bald wird verständlich, weshalb sie sich nicht vor der Kamera ausziehen mag: eine große Narbe zieht sich quer über Anns linke Brust bis auf den Bauch herunter, offensichtlich das Resultat des schweren Autounfalls. Daheim in ihrem Gemeinschaftsapartment, das sie jetzt mit Michelle bewohnt, weint sie sich vor ihrer Freundin aus. Michelle, die Unfallzeugin, ist eine talentierte Nachwuchsbildhauerin. Ein Zubrot verdient sie sich als Babysitterin. Über Michelles Babysitter-Zweitjob bekommt Ann heraus, wann eine Nanny gesucht wird. Eines Abends zieht sie sich eine dunkelhaarige Lockenperücke über und eine Sonnenbrille auf die Augen, geht anschließend zu einem hochherrschaftlichen Haus und sagt, sie sei die bestellte Babysitterin. Der zu betreuende Junge heißt Peter, genannt „Boots“. Sein Vater ist der schwerreiche Lebensmittelindustrielle Cyrus Franklin. Die Haushälterin lässt Ann hinein. Mr. Franklin ist früh zu Bett gegangen, während sein Sohn noch ein wenig fernsieht. In einer Rückblende wird gezeigt, dass Ann ganz offensichtlich mit Franklin einst eine Sexaffäre hatte. In der Küche der Villa kocht Ann dem Jungen, der sie jedoch nicht kennt, einen Kakao und wirft mehrere Schlaftabletten hinein. Als Boots den Kakao nicht trinken will, flößt sie ihm das Heißgetränk mit Gewalt ein. Mit dem entschlummerten Jungen im Arm verlässt Ann das Haus. An das TV-Gerät hat die Kidnapperin ein Briefchen an Mr. Franklin mit einer Lösegeldforderung angeheftet.
In derselben Nacht trifft Babysitterin Michelle in einem anderen Haus ein. Ein neuer Job als Babysitterin. Den Zugang zum unbewohnten Haus ermöglicht ihr ein neben der Eingangstür versteckter Schlüssel. Der zu betreuende Junge liegt bereits im Bett und schläft. Es ist der kurz zuvor entführte Boots. Michelle weiß nichts um die Umstände ihrer Buchung als Babysitterin und ist daher auch nicht misstrauisch. Sie beschäftigt sich mit einem Buch über Bildhauerei, während Boots friedlich in seinem Bettchen liegt. Das Telefon klingelt, und ihre Auftraggeberin bittet Michelle, entgegen der Abmachung die gesamte Nacht auf den Jungen aufzupassen, da ihre Auftraggeberin, eine „Mrs. Werner“, mit ihrem Mann angeblich in einen schweren Unfall verwickelt worden sei. Dies passt Michelle überhaupt nicht in den Kram, hat sie doch später eine Verabredung mit ihrem Freund Gianni, dem sie nun absagen muss. Dennoch gibt sie Mrs. Werner nach. Gleich danach will Michelle Gianni telefonisch erreichen, doch nun ist das Telefon plötzlich tot: draußen hat einer der an der Entführung Beteiligten, ein gewisser Vic, die Telefondrähte zur Außenwelt abgestöpselt, sodass Michelle vollkommen isoliert ist. Derweil wartet Gianni umsonst auf Michelle am verabredeten Treffpunkt auf einer Piazza.
Da sie nicht mehr kommt, geht Gianni enttäuscht zu ihrer Wohnung und legt sich schlafend vor ihre Tür. Ann kommt heim und wimmelt den ebenso liebeshungrigen wie aufgrund seines geplatzten Dates enttäuschten Italiener brüsk ab. Als am nächsten Morgen Boots aufwacht, ist für Michelle die Überraschung groß: während Michelle sagt, dass seine Mutter, „Mrs. Werner“, sie als Babysitterin engagiert habe, erwidert der Junge, dass er überhaupt keine Mutter mehr habe und konfrontiert Michelle mit der Behauptung, dass sie ihn vergangenen Abend entführt habe. Michelle versteht kein Wort. Der verstörte Junge läuft eilig aus dem Schlafzimmer davon, als Michelle mit einer Tasse Kaffee ankommt, die Boots an die zwangsweise eingeflößten Kakao der vergangenen Nacht erinnert. In einem anderen Zimmer des ihm fremden Hauses schließt er sich verängstigt ein. Michelle begreift sein Verhalten nicht, hält Peter für ein wenig überdreht und will erneut telefonieren, doch die Leitung ist noch immer mausetot. Derweil hat sich Gianni bei der Polizei eingefunden und will seine des Nachts nicht erschienene Freundin als vermisst melden. Die Staatsmacht hat jedoch anderes zu tun, denn der Sohn des wohlhabenden Mr. Franklin ist vergangene Nacht entführt worden.
Da sich Michelle überhaupt nicht wie eine Entführerin verhält, kommt der Junge aus seinem Versteck wieder heraus, macht seiner Babysitterin allerdings Vorhaltungen. Erst als er aus dem Haus fliehen will und vor ihm ein Mann mit Binde vor Mund und Nase auftaucht – es ist Vic – rennt Peter schreiend davon. Nun begreift auch Michelle, dass sie in einen Entführungsfall hineingeraten ist. Sie flieht aus dem Haus, ruft nach Hilfe und will das Grundstück verlassen, doch das verschlossene Eingangstor ist viel zu hoch für die kleine, junge Frau. Dann klingelt das Telefon wieder, und Michelle rennt zurück ins Haus. Am Apparat ist Vic, der sie massiv bedroht, sollte sie noch einmal versuchen, dem Grundstück zu entfliehen. Derweil beginnt Peter als eine Art stillen Protests das Haus zu fluten, in dem er den Wasserhahn aufdreht und die Badewanne bis über den Rand volllaufen lässt. Michelle kann Peter alias Boots dazu überreden, den Wasserhahn zuzudrehen. Dann befragt sie ihn, und Boots erzählt, dass ihn letzte Nacht ein Kindermädchen mit dunkler Lockenperücke mit Gewalt Kakao eingeflößt habe.
Gianni gibt bei der Polizei die Vermisstenanzeige für seine Freundin auf. Dort nimmt man ihn nicht sonderlich ernst. Dann zeigt der ermittelnde Kommissar Gianni eine Zeitung, in der von der Entführung von Boots Franklin berichtet wird. Die Haushälterin im Hause Franklin gibt dort zu Protokoll, dass sie eine 22-jährige Babysitterin am Abend des Verschwindens von Boots in das Haus hineingelassen habe und diese seitdem mitsamt dem Jungen verschwunden sei. Rasch ergibt sich ein Zusammenhang zwischen diesem Kidnapping-Fall und dem Verschwinden von Michelle. Die Polizei startet nun eine Razzia in Michelles Wohnung und trifft dort Ann an, die vollkommen ahnungslos tut. Derweil zeiht Vic sämtliche Rollos der Entführungsvilla vor die Fenster, sodass die in der Falle sitzenden Michelle und Boots komplett den Kontakt zur Außenwelt verlieren. Inzwischen trifft Henderson in der Villa Franklin ein. Offensichtlich erledigt Henderson Franklins finanzielle Transaktionen, denn er hat bereits das geforderte Lösegeld in Höhe von drei Millionen Dollar dabei. Als in der Zwischenzeit Michelle und Boots einen kleinen Hund namens Bonzo eine Nachricht über ihre Gefangenschaft am Halsband befestigen, werden sie dabei von Vic beobachtet. Der Hund kann zwar entkommen und die stark befahrene Durchgangsstraße überqueren, doch Vic ist ihm auf den Fersen. Die Nachbarin gegenüber nimmt den Zettel in Empfang und will die Polizei anrufen, doch da steht bereits Vic in ihrer Wohnung. Wenig später hat er sie umgebracht. Bei einem Telefonanruf wird ihm deswegen von einer Frauenstimme ein schwerer Vorwurf gemacht. Als Michelle von der Entführungsvilla aus sieht, wie Vic einen Fensterladen des Hauses gegenüber schließt, weiß sie, dass ihr Hilferuf wohl nicht weitergeleitet wurde und die Nachbarin tot ist.
Währenddessen hat Gianni herausgefunden, wo sich seine Freundin Michelle aufhalten muss und ist daher in die Via della Magnolia gefahren, wo sich die Villa Werner befindet. Er ruft nach Michelle und schiebt ein Polaroid von sich unter die Haustür durch. Während Gianni nach einem Eingang sucht, wird er von hinten von dem aufs Grundstück zurückkehrenden Vic überrascht. In der folgenden Szene klären sich nun allmählich die Zusammenhänge: Ann, die in Panik zu geraten droht, wurde von ihrem Filmpartner Stuart Chase und dessen Frau Lotte dazu überredet, an der Entführung teilzunehmen. Vic, das ausführende Organ, ist niemand anderes als Stuarts einstiger Stuntman, der wie alle an dem Verbrechen Beteiligten schon einmal bessere Tage gesehen hat. Ann wiederum hat offensichtlich aus sehr persönlichen Motiven Franklins gegenüber, ihrem früheren Liebhaber, daran teilgenommen, will aber nun, nach dem von Vic begangenen Mord, aus der Sache aussteigen. Dann taucht auch noch Gianni bei den Dreien auf und erzählt, dass er zu wissen glaubt, wo Michelle festgehalten werde. Chase versucht ihm klarzumachen, dass er sich irren müsse und schlägt schließlich vor, dass Gianni, er und Ann gemeinsam in die Via della Magnolia fahren, um sich von der Faktenlage zu überzeugen. Derweil verbarrikadieren sich die beiden eingeschlossenen Michelle und Boots in ihrem Gefangenenlager. Als das Telefon wieder klingelt, erhält Michelle Anweisungen, dass sie mit dem Jungen zur Garage gehen und ins Auto steigen solle, um schließlich den Anweisungen des vor der Tür wartenden Motorradfahrers zu folgen. Die Stimme am Telefon ist niemand anderes als die Lottes, die schon beim ersten Telefonat mit Michelle gesprochen hatte.
Draußen ist es wieder dunkel geworden, und ein Wagen fährt vor. In ihm sitzen Chase, Ann und Gianni. Während Gianni unbedingt ins Haus gehen möchte, um nachzusehen, ob Michelle wirklich nicht gefangen gehalten wird, kann Chase ihn davon abhalten. Ann steigt aus, angeblich um selbst in der Villa nach dem Rechten zu sehen, und trifft an einem leinen Lieferwagen ihre Kumpane Vic und Lotte, während Chase mit Gianni fortfahren, um zur Polizei zu fahren. Vic dringt mit Lotte und Ann ins Haus ein und sucht nach Michelle und Boots, die sich im weitläufigen Haus versteckt halten. Als Vic die in einer Tonne versteckte Michelle findet, prügelt er wütend auf sie ein, während Lotte Ann gesteht, dass ausgerechnet ihr angeblich nobler Verehrer Mr. Henderson den gesamten Entführungsplan ausgeheckt habe. Derweil kämpft Vic mit Michelle und bedroht sie mit einem großen Küchenmesser. Boots versucht, ihr zur Hilfe zu kommen, hat aber gegen den kräftigen Vic keine Chance. Zur selben Zeit fährt Stuart Chase Gianni zur Polizei, der dort die Gendarmerie in Gang setzt. Chase weiß genau, dass Gianni es nicht schaffen kann, mit der Staatsmacht im Schlepptau rechtzeitig zum Haus zurückzukehren, da, so sieht es der Plan der Entführer vor, Boots und Michelle bis dahin längst abtransportiert sein sollen. Als vor dem Haus der Entführer – in Wirklichkeit der Besitz des berühmten, derzeit auf Mexiko-Reise befindlichen Dirigenten Bruno Werner – mehrere Polizeiwagen eintreffen, steht vor dem Eingang lediglich Ann und spielt die Unschuld vom Lande. Tatsächlich findet man in der Villa lediglich einige abgeschnittene dunkle Haare, die Michelle gehören könnten, und im Garten den von Vic getöteten Haushund Bonzo. Mit den Haaren wollen die Entführer ganz offensichtlich die Polizei im Glauben bestärken, dass Michelle tatsächlich an der Entführung beteiligt ist.
Vic zwingt wenig später Michelle zu einem Anruf bei Peters Vater, bei dem sie aus einer Telefonzelle die Lösegeldforderung der Entführer durchgeben soll. Zur selben Zeit entdeckt die Polizei auch die Leiche der hilfsbereiten Nachbarin aus dem Haus gegenüber der Villa in der Via della Magnolia. Ann ist entsetzt, sie hatte nicht gewusst, zu welcher Brutalität ihr Mitstreiter Vic imstande ist. An der Geld-Übergabestelle warten Chase und Lotte, Mr. Henderson, der unumwunden zugibt, dass er von Anfang an Ann nur instrumentalisiert und niemals anderweitiges Interesse an ihr gehabt habe, kommt unerwartet hinzu. Alle drei beobachten von einer Anhöhe aus die Ankunft Mr. Franklins, der verabredungsgemäß den Geldkoffer in einem abgestellten Pkw hinterlegt. Dann fährt Franklin wieder fort. Vic, in Motorradfahrerkluft gekleidet und einen Helm auf dem Kopf, um nicht erkannt zu werden, befiehlt Michelle und Boots, sich in das Fahrzeug mit Franklins Geldkoffer zu setzen und ihm auf dem Motorrad zu folgen. Dann biegt das Motorrad ab. Lotte und ihr Mann Stuart folgen von nun an den beiden Freigelassenen, da explodiert das Auto der Verfolger. Chase und Lotte sind sofort tot. Henderson, der Mitwisser ausschalten wollte, hat ihnen kurz zuvor eine Kofferbombe hinter den Beifahrersitz deponiert. Michelle und Boots ahnen nicht, dass sie mit ihrem Kleinwagen auf einer Straße fahren, die in einer Sackgasse mündet. Schließlich landen sie im Nirgendwo eines Steinbruchs. In Vollmaskierung taucht plötzlich Henderson in einem zweiten Wagen auf und nimmt ihnen die Tasche mit dem Geld ab. Endlich kann Michelle Boots zu seinem Vater nach Hause fahren. Der nimmt, in Anwesenheit des zurückgekehrten Henderson, seinen Sohn in die Arme.
Derangiert, mit gerupften Haaren und völlig fertig kehrt Michelle, nachdem sie Boots bei seinem Vater abgeliefert hat, wie in Trance in ihre Wohnung zurück. Dort findet sie einen kurzen Abschiedsbrief Anns, in dem sie Michelle um Verzeihung bittet, und entdeckt ihre Leiche in der mit Wasser gefüllten Badewanne. Ann hat sich dort ihre Pulsadern aufgeschlitzt. Plötzlich klingelt es an der Wohnungstür. Michelle machte selbige auf, und Vic dringt in das Apartment ein. Er ist auf der Suche nach Ann. Erst jetzt begreift Michelle, dass auch sie in die Entführung verwickelt gewesen war. Als Vic daraufhin ansetzt, Michelle zu erdrosseln, sagt sie ihm, dass sie bereits die Polizei informiert habe. Da lässt Vic von ihr ab und verlässt die Wohnung. Michelle geht zum nächsten öffentlichen Telefonapparat und meldet der Polizei sowohl den Selbstmord Anns als auch die Drahtzieherschaft Hendersons. Michelle irrt durch die Straßen Roms und legt sich völlig erschöpft auf einer alten Matratze nieder. In der Schlussszene naht ihr Freund Gianni in Begleitung mit einem Mann vom Schlüsseldienst.

## Produktionsnotizen
Das ganz große Ding wurde (wohl im Frühjahr 1975) in Rom gedreht und feierte am 15. Oktober 1975 seine erste nachweisbare Aufführung in Frankreich. Ob der Film bereits zuvor in Italien lief, ist derzeit unbekannt. Erstmals in Deutschland gezeigt wurde der international besetzte Streifen am 27. November 1975. Bei Das ganz große Ding handelte es sich um René Cléments letzte Inszenierung.
Die Filmbauten stammen von Carlo Egidi. Der Darsteller des schurkischen Entführers Vic, Hollywood-Filmveteran Vic Morrow, besorgte auch die Stunts.

## Kritiken
„Der langsame Erzählfluss hält den Zuschauer bewußt in Distanz zu den Geschehnissen, nicht aber zu den Personen, die in aller Eindringlichkeit vorgeführt werden. Suggestive Nah- und Großaufnahmen auf schlichtem, nur scheinbar neutralem Hintergrund dominieren in diesem Film.“

„Ein Film mit Stars und großem Aufwand, eine kompliziert eingefädelte Intrige, aber kühl und pragmatisch erzählt. Clément (‚Der aus dem Regen kam‘, ‚Treibjagd‘) schafft Spannung aus psychologischen Konstellationen und außergewöhnlichen Situationen (hier: Babysitterin und Millionärssohn in belagerter Villa), doch diese Kidnapper-Geschichte zündet nie recht: Die Handlung verkleckert in Episoden, die Retardationen ermüden, das seltsam disparate Spiel der augenrollenden Sydne Rome und der faszinierend lapidaren Maria Schneider verstimmt ebenso wie das platte Bild der Bösewichter. Ein unerheblicher, viel zu langer Film.“

„Bereits in der ersten Szene (…) deutet René Clement das Stilprinzip dieses überaus raffiniert konstruierten Kriminalfilms an. Hier wird nicht planlinear erzählt, hier entfaltet sich eine trickreiche Enthüllungsgeschichte, die den Betrachter mit immer neuen Finten und Volten überrascht.“

„Kompliziert konstruierter Kriminalfilm um eine Kindesentführung. Der intelligent inszenierte Psychothriller kontrastiert geschickt die Versatzstücke des Genres mit den irritierenden Fallen, in die René Clément die Zuschauer immer wieder lockt, und bietet so fesselnde Unterhaltung.“